# 定远站

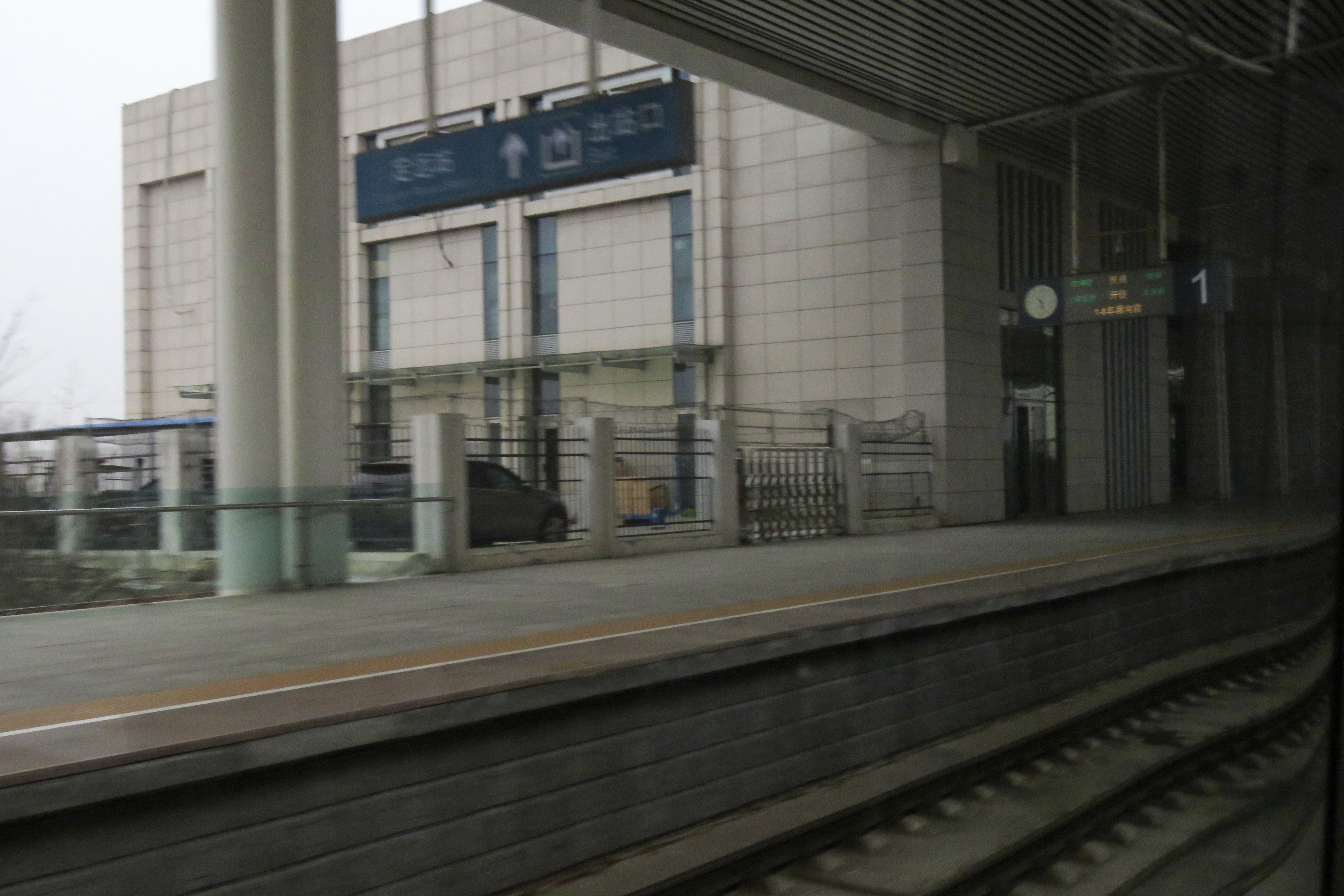
站台

定远站位于中华人民共和国安徽省滁州市定远县池河镇，于2010年开工建设，为上海局集团管辖的客货运二等站，经过铁路有京沪高速铁路。

## 车站结构
| 2F   | 侧式站台 | 侧式站台                                                                  |
| 2F   | 2站台    | 京沪高速铁路 往上海虹桥方向（滁州）                                       |
| 2F   | 通过线   | 京沪高速铁路 下行列车通过线                                               |
| 2F   | 通过线   | 京沪高速铁路 上行列车通过线                                               |
| 2F   | 1站台    | 京沪高速铁路 往北京南方向（蚌埠南）                                       |
| 2F   | 侧式站台 |                                                                           |
| 1F   | 候车室   | 售票处、自动售票机、验票闸门、等候区 出入口、服务台、接送区、商店、洗手间 |
| 地面 | 联外区   | 停车场、公交、出租车排班区、接送区                                        |

## 质疑
有质疑认为，此地建站是原铁道部部长刘志军为了讨好将任总理的李克强而刻意安排的。此处原本设立的是越行站，后来才改为客运站。截至2015年10月，只有17班图定列车在该站办理客运业务。

## 事故
2018年1月25日，由青岛发往杭州东的G281次列车（CRH380BL-5522擔當）因电气设备故障在本站临时停车后冒烟起火，2号车厢被烧毁，事故未造成人员伤亡。